# Черненко, Василий Фёдорович
Васи́лий Фёдорович Черне́нко (2 августа 1924, Фоменкино, Ново-Николаевская губерния — 6 июля 1943, Ольховатка, Курская область) — участник Великой Отечественной войны, Герой Советского Союза. Командир взвода 203-го гвардейского стрелкового полка 70-й гвардейской стрелковой дивизии, гвардии сержант.

## Биография
Родился в селе Фоменкино Чулымской волости Каинского уезда Ново-Николаевской губернии (ныне село — Кабинетное Чулымского района Новосибирской области) в крестьянской семье. Окончил неполную среднюю школу. Работал в колхозе. Призван в Красную армию в 1942 году.
На момент совершения подвига — гвардии сержант, командир взвода 203-го гвардейского стрелкового полка 70-й гвардейской стрелковой дивизии в составе 13-й армии на Центральном фронте. Перед отправкой на фронт в 1942 окончил в томском городе Асино военно-пехотное училище. В действующей армии с марта 1943 года. Участвовал в боях на Курской дуге на южном изгибе Орловского выступа.
Русский, член ВЛКСМ.

## Подвиг
Командир взвода 203-го гвардейского стрелкового полка 70-й гвардейской стрелковой дивизии, гвардии сержант Черненко В. Ф. 6 июля 1943 года в бою у села Ольховатка (Поныровский район Курской области) огнём из станкового пулемёта уничтожил свыше 120 гитлеровцев.
Из архивного документа:
«С рассветом 6 июля танковые дивизии противника возобновили наступление. Отражая натиск врага, беспримерный героизм проявили полки 70-й гвардейской стрелковой дивизии 17-го гвардейского стрелкового корпуса. На 203-й гвардейский стрелковый полк, которым командовал майор В. О. Коноваленко, авиация противника за короткое время совершила до 1,5 тысячи самолётовылетов. Несмотря на то, что полк ещё не успел, как следует, закрепиться, врагу не удалось сломить гвардейцев. Они отразили 16 атак, в которых участвовало 250 танков. Советские пехотинцы смело пропускали немецкие танки за свои окопы, огнём отсекали пехоту и уничтожали танки гранатами и бутылками с горючей смесью. Героизм проявил каждый гвардеец. Почти все солдаты и офицеры этого полка были представлены к правительственным наградам».
При отражении атак противника в критический момент боя с двумя связками противотанковых гранат бросился под тяжёлый танк «тигр» и подорвал его.
Похоронен в братской могиле села Ольховатка Поныровского района Курской области
Указом Президиума Верховного Совета СССР «О присвоении звания Героя Советского Союза генералам, офицерскому, сержантскому и рядовому составу Красной Армии» от 15 января 1944 года за «образцовое выполнение боевых заданий командования на фронте борьбы с немецкими захватчиками и проявленными при этом отвагу и геройство» гвардии сержанту Черненко Василию Фёдоровичу присвоено звание Героя Советского Союза (посмертно) с награждением орденом Ленина и медалью «Золотая Звезда».

## Память
- В Томске имя гвардии сержанта Черненко В. Ф. представлено на Памятной стеле томичей — Героев Советского Союза в Мемориальном комплексе Лагерного сада.
- Мемориальная доска была установлена на улице, носящей имя Героя, в городе Надворная Ивано-Франковской области.
- Приказом Министра обороны СССР гвардии сержант Черненко В. Ф. навечно зачислен в списки N-ской воинской части.